# Bye Bye Sea
Bye Bye Sea (en hangul, 안녕바다; romanización revisada, Annyeongbada), también conocida como Annyeongbada, es una boy band surcoreana. Debutaron en 2009 bajo el sello de Fluxus Music.

## Historia
Annyeongbada primeramente fue formada como una banda indie en 2006  y debutó con "I Cross the Sea With You" (난그대와바다를가르네), activa en el área de Hongdae de Seúl. Ellos renombraron el grupo Annyeongbada en mayo del 2007, y en marzo del 2008 ellos firmaron con la agencia de Fluxus Music. En 2009, antes de su debut oficial en diciembre, el grupo hizo dos Cameros en dramas de televisión, I Am Legend y Playful Kiss.  Ellos se han presentado en numerosos festivales musicales de rock, en corea.

## Miembros
- Na Moo (나무) - Vocal y guitarra
- Lee Joon Hyuk (이준혁) - Tambor
- Woo Myung Jae (우명제) - Bajo
- Woo Sun Je (우선제) - Guitarra[1]
- Dae Hyun (대현) - Teclado

## Discografía

### Álbumes
- City Complex - (16 de noviembre de 2010)
- Pink Revolution - (28 de febrero de 2012)
- I Cross the Sea With You (난그대와바다를가르네) - (12 de julio de 2013)

### Mini-Álbumes
- Boy's Universe - (07 de diciembre de 2009)

## Filmografía

### Películas
| Año  | Título    | Rol   |
| ---- | --------- | ----- |
| 2010 | Loveholic | Cameo |

### Dramas
| Año  | Título       | Rol                        |
| ---- | ------------ | -------------------------- |
| 2010 | Playful Kiss | Seguidores de Bong Joon Gu |

### Televisión
| Año  | Título                    | Canal |
| ---- | ------------------------- | ----- |
| 2010 | Music Travel LaLaLa       | MBC   |
| 2011 | Show! Music Core          | MBC   |
| 2011 | You Hee Yeol's Sketchbook | KBS   |
| 2013 | You Hee Yeol's Sketchbook | KBS   |